# بی‌اچ‌پی

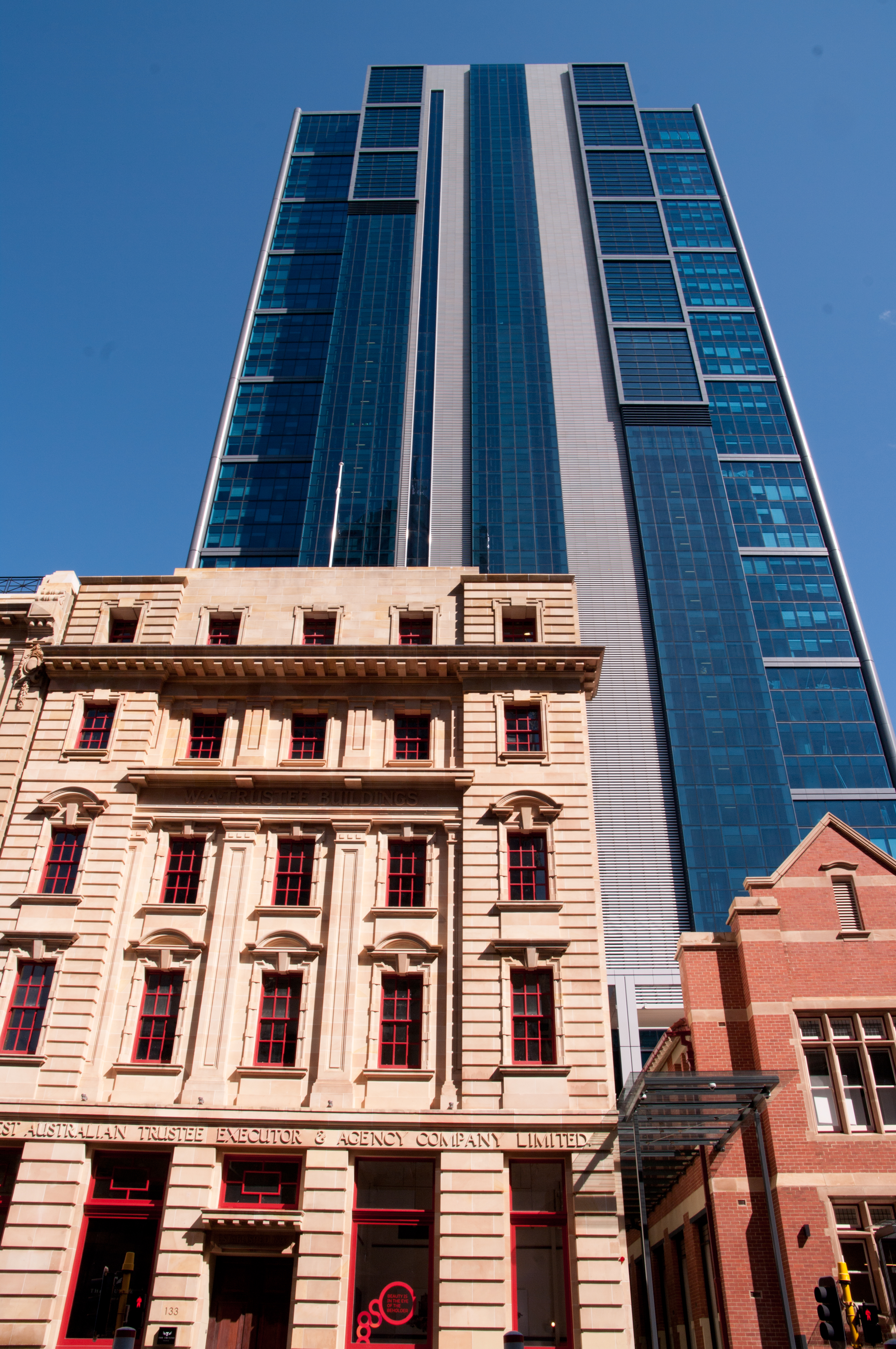
ساختمان اداری شرکت بی‌اچ‌پی در شهر پرت، استرالیا

بی‌اِچ‌پی (به انگلیسی: BHP) که پیش‌تر با نام بی‌اچ‌پی بیلیتون (به انگلیسی: BHP Billiton) شناخته می‌شد، شرکت استخراج معادن و صنایع شیمیایی چندملیتی استرالیایی است، که به‌عنوان بزرگترین شرکت معادن و فلزات جهان شناخته می‌شود. این شرکت در زمینه استخراج سنگ‌آهن و زغال‌سنگ، تولید و فروش آلومینیوم، فولاد، منگنز و اورانیوم، الماس، طلا و نقره، همچنین تولید و عرضه فرآورده‌های نفتی فعالیت می‌کند.
ریشه‌های تأسیس این شرکت به سال ۱۸۶۰ و راه‌اندازی شرکت هلندی بیلیتون بازمی‌گردد، شاخه دیگر این شرکت نیز در سال ۱۸۸۵ تحت عنوان بی‌اچ‌پی، در استرالیا تأسیس شد. فرم کنونی این گروه صنعتی، در پی ادغام این دو شرکت در سال ۲۰۰۱ شکل گرفت. دفتر مرکزی بی‌اچ‌پی در شهر ملبورن مستقر می‌باشد. بی‌اچ‌پی از ماه فوریه ۲۰۱۱ به‌عنوان سومین شرکت بزرگ جهان از نظر میزان ارزش بازار سرمایه شناخته می‌شود.

## تاریخچه
شرکت بی‌اچ‌پی در سال ۲۰۰۱ درپی ادغام شرکت استرالیایی بی‌اچ‌پی با شرکت بریتانیایی بیلیتون تأسیس شد. نتیجه این ادغام یک شرکت دوملیتی، با اسم‌های یکسان و دو دفتر مرکزی در لندن و ملبورن بود.

### دهه ۱۸۶۰ تا ۱۹۰۰
شرکت بیلیتون از تاریخ ۲۹ سپتامبر ۱۸۶۰ با مشارکت شماری از سرمایه‌گذاران هلندی، کار خود را در هلند آغاز نمود. دو ماه بعد، شرکت معدن رایتس را خریداری و آن را به جزایر «تین ریچ» منتقل کرد. همچنین شرکت اندونزیایی «آرشیپلاگو» در سواحل شرقی سوماترا را تصاحب نمود.
ریشه‌های تأسیس شرکت بی‌اچ‌پی نیز به سال ۱۸۸۵ بازمی‌گردد، که این شرکت در معادن شهر «بروکن هیل» در قسمت غربی «نیو ساوت ولز» استرالیا مشغول به اکتشاف و استخراج سرب و نقره بود.

### دهه ۱۹۰۰ تا ۱۹۴۰
در سال ۱۹۱۵ بی‌اچ‌پی اقدام به تولید فولاد کرد، که عملیات اولیه آن در نیوکاسل استرالیا انجام می‌شد و درپی آغاز این پروژه عظیم، دفتر اصلی آن به شهر آدلاید در جنوب استرالیا نقل مکان کرد.
تجارت اولیه شرکت بیلیتون، شامل ذوب قلع و سرب در هلند بود، که در دهه ۱۹۴۰ با استخراج بوکسیت از معادن اندونزی و سورینام ادامه یافت.

### دهه ۱۹۴۰ تا ۱۹۸۰
شرکت بی‌اچ‌پی در دهه ۱۹۶۰ شروع به اکتشاف نفت در تنگه باس و در بخش دریا کرد و موفقیت‌هایی نیز به دست آورد. به همین دلیل شروع به انجام پروژه‌های استخراج نفت، همچنین استخراج معادن در مناطق فراساحلی نمود. یکی از این پروژه‌ها، استخراج معدن اوکی تدی کوپر در پاپوا، گینه نو بود. این شرکت به دلیل تخریب محیط زیست در جریان عملیات حفاری که در این مکان انجام داده بود، از جانب ساکنان بومی مورد بازخواست قرار گرفت و ترجیح داد، این منطقه را رها کند و به جای آن، جانشین شرکت‌های اسکوندیا در معادن شیلی و شرکت معدن نقره اکاتی، در شمال کانادا گردید. در دهه ۱۹۷۰ شرکت رویال داچ شل اقدام به خریداری شرکت بیلیتون نمود و با مدیریت شل رشد آن تسریع پیدا کرد.

### دهه ۱۹۸۰ تا ۲۰۰۰
کوره ذوب قلع و سرب در آرنهایم، هلند، در دهه ۱۹۹۰ متوقف شد. در سال ۱۹۹۴ شرکت آفریقایی «جنکور» قسمت معدنی بیلیتون را خریداری کرد، ولی این مالکیت در سال ۱۹۹۷ به پایان رسید و بیلیتون به‌عنوان یکی از شرکت‌های برتر بریتانیایی، در لیست ۱۰۰ شرکت بزرگ آن کشور جای گرفت.
در اواخر دهه ۱۹۹۰ و بعد از آن، شرکت بیلیتون رشد قابل ملاحظه‌ای را تجربه کرد و عملیات مختلفی، از ذوب آلومینیوم در آفریقای جنوبی و موزامبیک، همچنین استخراج نیکل در استرالیا و کلمبیا گرفته، تا معادن فلزات آمریکای جنوبی، کانادا و آفریقای جنوبی و به دنبال آن، معادن زغال سنگ استرالیا، کلمبیا و آفریقای جنوبی و استخراج آلومینیوم، تیتانیوم و سایر فلزات از معادن این کشورها را انجام داد.
ناکارآمدی دپارتمان فولاد شرکت بی‌اچ‌پی موجب بسته شدن درب کارخانه‌های آن، در سال ۱۹۹۹ شد. فولادهای تولیدی شرکت نیز در سال ۲۰۰۰ توسط وان‌استیل خریداری شدند. یک سال بعد، ادغام دو شرکت بی‌اچ‌پی و بیلیتون انجام گرفت و بزرگ‌ترین شرکت معدنی جهان را تشکیل داد.

### دهه ۲۰۰۰ تا ۲۰۱۰
در ماه مارس ۲۰۰۵ بی‌اچ‌پی از پیشنهاد ۳٫۷ میلیارد دلاری خود برای خرید شرکت دبلیوام‌سی ریزورس خبر داد. این شرکت که مالک معادن طلا، مس و اورانیوم، «المپیک دام» در جنوب استرالیا، معادن نیکل در غرب استرالیا و کوئینزلند و یک کارخانه تولید کود در کوئینزلند بود، در ۱۷ ژوئن آن سال موافقت خود را با فروش ۹۰٪ از سهام اعلام کرد و خرید نهایی در ماه اوت همان سال انجام گرفت.
در ۸ نوامبر ۲۰۰۷ شرکت بی‌اچ‌پی تمایل خود را برای خرید شرکت ریو تینتو اعلام کرد، که این پیشنهاد با مخالفت سهامداران ریو تینتو روبه‌رو شد. در ماه فوریه سال ۲۰۰۸ نیز بی‌اچ‌پی بار دیگر رقم پیشنهادی خود را افزایش داد، که این مذاکرات به دلیل شروع بحران مالی ۲۰۱۲–۲۰۰۷ در آن زمان متوقف شد.
در تاریخ ۱۴ مه ۲۰۰۸ ارزش سهام این شرکت پس از خرید مقدار زیادی از سهام آن توسط شرکت «چینالکو» به ۴۹ میلیارد دلار استرالیا رسید. در ۱۵ نوامبر آن سال، بی‌اچ‌پی با اعلام اینکه ریسک سهامداران ریو تینتو به دلیل بحران مالی افزایش خواهد یافت، پیشنهاد ۶۶ میلیارد دلاری خود را برای خرید ریو تینتو اعلام کرد.
بی‌اچ‌پی در ژانویه ۲۰۱۰ شرکت «آتاباسکا پتاس» را به مبلغ ۳۲۰ میلیون دلار خریداری کرد و نشریه اکونومیست اعلام نمود که این شرکت تا سال ۲۰۲۰ می‌تواند حدود ۱۵٪0 از نیاز جهانی پتاس را برآورده کند.
در ماه اوت سال ۲۰۱۱ نیز بی‌اچ‌پی توانست شرکت پتاس ساسکاچوان را با مبلغ ۴۰ میلیارد دلار تصاحب کند. این اقدام پس از پیشنهاد اولیه این شرکت که مورد مخالفت طرف مقابل قرار گرفت، صورت پذیرفت. بیلیتون با این کار تنوع فعالیت‌های خود را از منابعی که حساسیت زیادی به قیمت کربن دارند، مانند زغال سنگ، نفت و سنگ آهن، دور کرد، تا کمتر در معرض این خطر باشد.
این شرکت اکنون بیش از ۴۶ هزار کارمند در نقاط مختلف جهان دارد و در سال ۲۰۱۱ میلادی با درآمدی بالغ بر ۷۲ میلیارد دلار، سود خالصی افزون بر ۱۵ میلیارد دلار را از آن خود کرد.

### بیلیتون

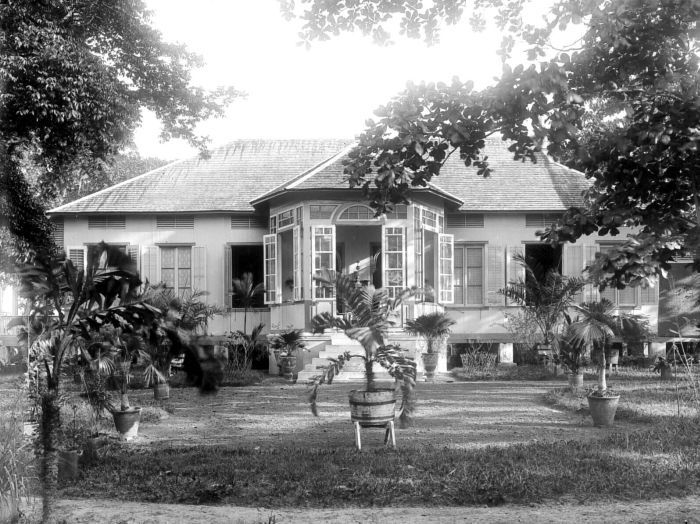
اولین دفتر مرکزی شرکت بیلیتون

بیلیتون (به انگلیسی: Billiton) شرکت بریتانیایی استخراج معدن است، که شکل‌گیری هسته اولیه آن، به سال ۱۸۶۰ بازمی‌گردد. در تاریخ ۲۹ سپتامبر ۱۸۶۰ اولین جلسه هیئت مدیره این شرکت، در «هتل گروت کیزرهوف» شهر لاهه، هلند تشکیل شد و اساسنامه آن، تصویب گردید.
دو ماه بعد، این شرکت امتیاز استخراج قلع، در مجمع‌الجزایر هند شرقی هلند، واقع در سواحل شرقی سوماترا را، به‌دست‌آورد.
در دهه ۱۹۴۰ میلادی شرکت بیلیتون، به دنبال گرفتن امتیاز استخراج از «معدن بوکسیت»، واقع در اندونزی و سورینام به عنوان بزرگترین تولیدکننده قلع و سرب در کشور هلند انتخاب گردید.
در سال ۱۹۷۰ رویال داچ شل، شرکت بیلیتون را خریداری نمود و پس از آن، دامنه رشد این شرکت، با شتاب بیشتری ادامه پیدا کرد. در دهه ۱۹۹۰ میلادی کارخانجات ذوب قلع و سرب بیلیتون، در شهر آرنهم، هلند تعطیل شد.
در سراسر دهه ۱۹۹۰ میلادی و پس از آن، تا زمان ادغام، شرکت بیلیتون همواره رشد قابل توجهی را تجربه کرد. به عنوان نمونه می‌توان به کارخانه‌های ذوب آلومینیوم در آفریقای جنوبی و موزامبیک، استخراج نیکل در استرالیا و کلمبیا، معادن فلزات پایه در آمریکای جنوبی، کانادا و آفریقای جنوبی، معادن زغال سنگ در استرالیا، کلمبیا و آفریقا، معادن استخراج آلومینیوم در برزیل، سورینام، استرالیا و معادن تیتانیم، کارخانجات فولادسازی و سایت‌های استخراج مواد معدنی در آفریقای جنوبی اشاره نمود.

### بی‌اچ‌پی

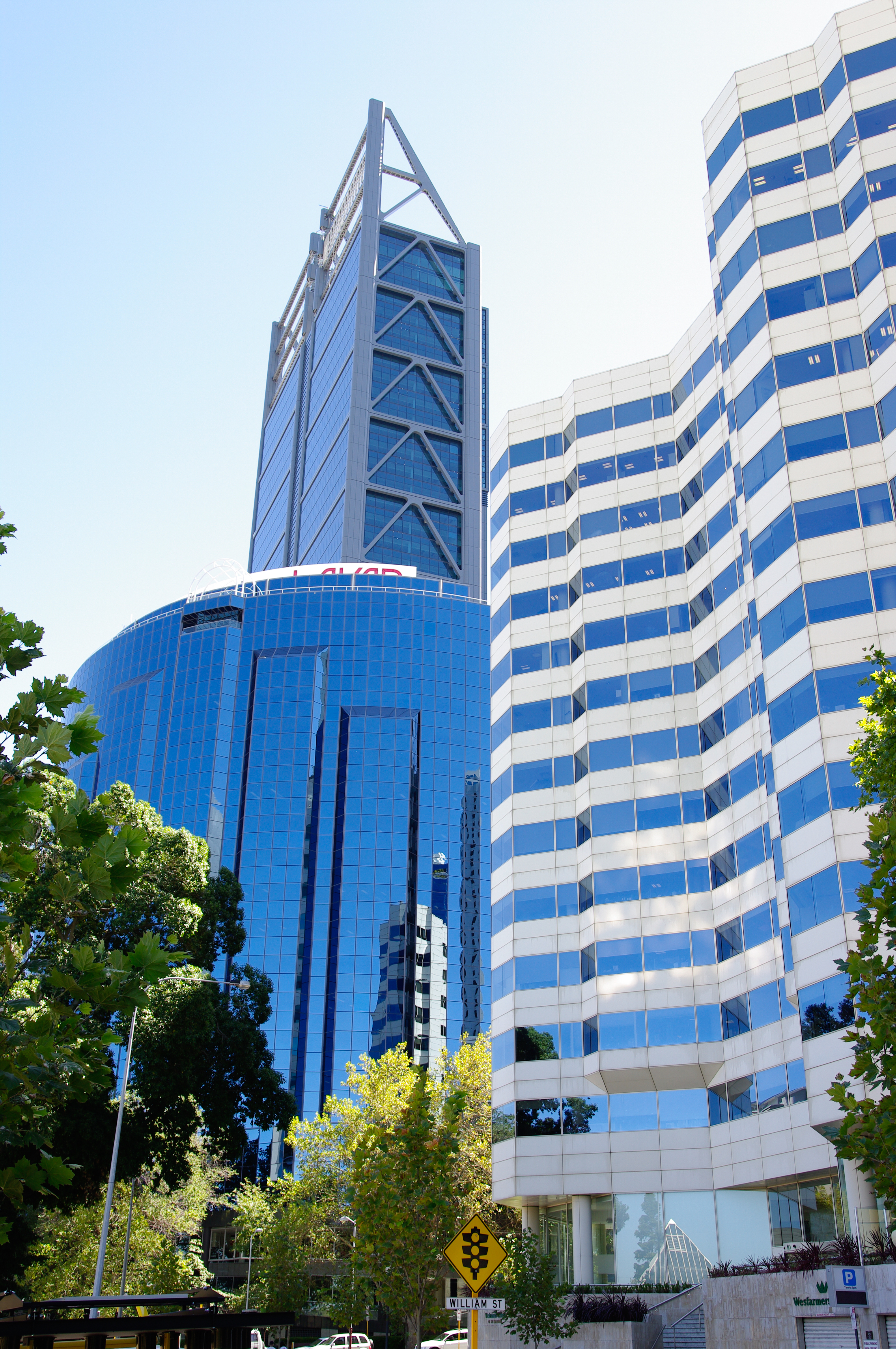
ساختمان اداری بی‌اچ‌پی، در شهر ملبورن

بی‌اچ‌پی، (به انگلیسی: BHP) که مختصرشده «بروکن هیل پراپرتی» است و به‌نام بی‌اچ‌پی شناخته می‌شود. این شرکت در سال ۱۸۸۵ در بروکن هیل، واقع در نیو ساوت ولز، استرالیا تأسیس شد. اولین فعالیت این شرکت، به استخراج نقره و سرب در معادن غرب نیو ساوت ولز، استرالیا بازمی‌گردد. سهام گروه بی‌اچ‌پی در تاریخ ۱۰ اوت ۱۸۸۵ به صورت شناور اعلام شد.
در سال ۱۹۱۵ این شرکت اقدام به راه‌اندازی یک کارخانه فولادسازی در شهر نیوکاسل، نیو ساوت ولز نمود. سپس دفتر مرکزی خود را از بروکن هیل، به نیوکاسل منتقل کرد و در عمل تمرکز خود را بر تولید فولاد گذاشت.
در دهه ۱۹۶۰ میلادی شرکت بی‌اچ‌پی، بخش نفت خود را راه‌اندازی کرد و پس از اکتشاف نفت در تنگه باس، تمرکز بیشتری بر روی فعالیت‌های بخش نفت این شرکت انجام گرفت.
شرکت بی‌اچ‌پی فعالیت در انواع پروژه‌های دریایی را در دهه ۱۹۷۰ میلادی آغاز نمود. این شرکت در دهه ۱۹۸۰ اقدام به خریداری ۵۷٫۵٪ درصد از «معدن اسکوندیا» کرد، که یکی از بزرگترین معادن مس دنیا محسوب می‌شود و در کشور شیلی قرار دارد.
شرکت بی‌اچ‌پی در دهه ۱۹۹۰ میلادی معدن الماس اکاتی را بدست آورد. این معدن در شمال کانادا واقع می‌باشد.
بی‌اچ‌پی در سال ۲۰۰۱ از طریق ادغام شرکت بی‌اچ‌پی استرالیا و شرکت بیلیتون، که یک شرکت انگلیسی-هلندی بود، تأسیس شد.
سپس این شرکت به دو شرکت بریتانیایی و استرالیایی تقسیم شد. این شرکت‌ها عبارتند از:
- بی‌اچ‌پی لیمیتد
- بی‌اچ‌پی پی‌ال‌سی

#### بی‌اچ‌پی لیمیتد
بی‌اچ‌پی لیمیتد، (به انگلیسی: BHP Billiton Limited) بلافاصله پس از ادغام دو شرکت؛ بی‌اچ‌پی و بیلیتون، در شهر ملبورن، استرالیا ثبت گردید
سپس این شرکت، در فهرست اولیه بازار بورس اوراق بهادار استرالیا ذکر گردید. در حال حاضر این شرکت، بزرگترین شرکت استرالیا، از نظر میزان ارزش بازار سرمایه محسوب می‌شود.

#### بی‌اچ‌پی پی‌ال‌سی

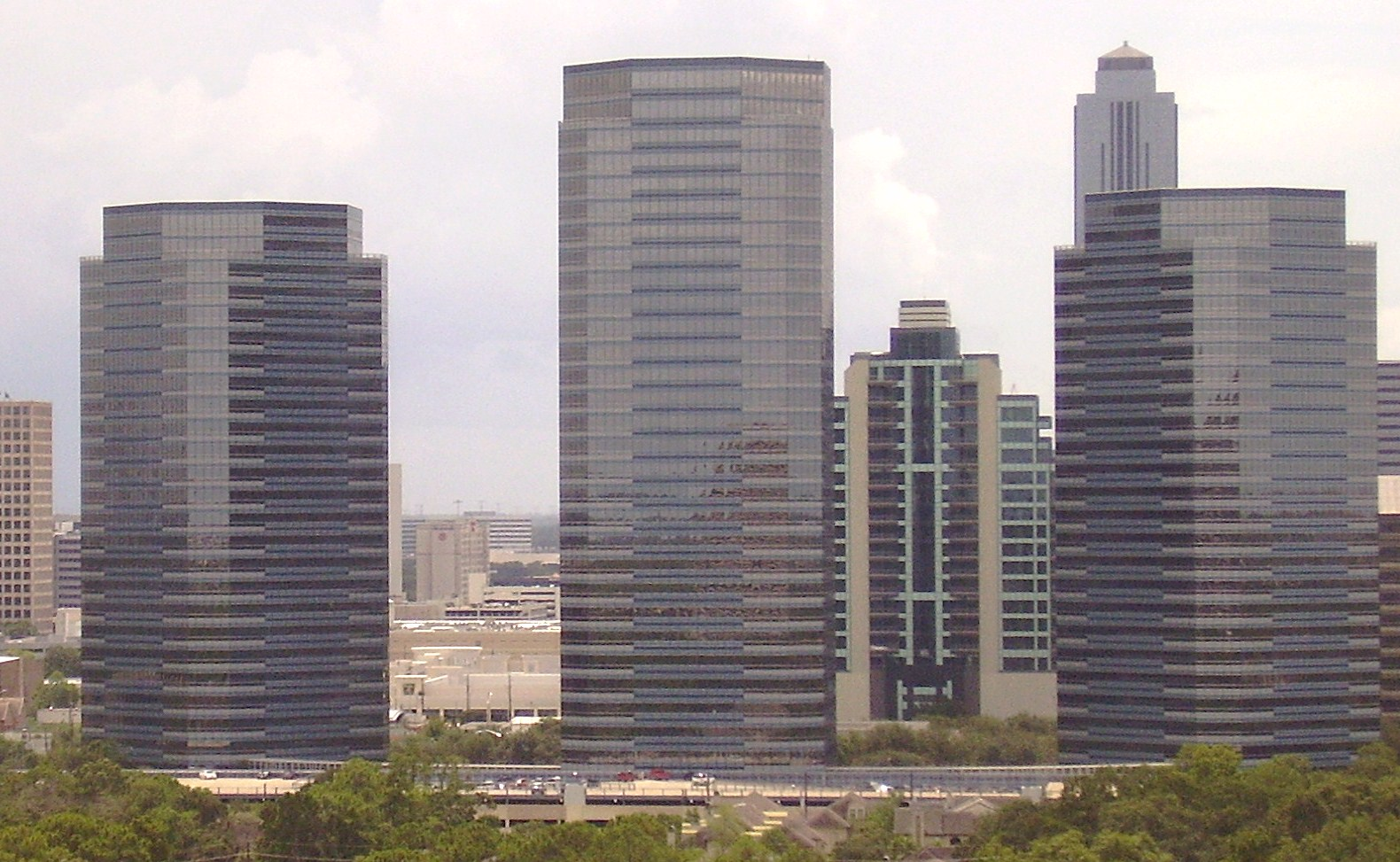
ساختمان اداری بی‌اچ‌پی در هیوستون

بی‌اچ‌پی پی‌ال‌سی، (به انگلیسی: BHP Billiton Plc) بازوی بریتانیایی شرکت بی‌اچ‌پی، در سال ۲۰۰۱، در شهر لندن ثبت شد.
سهام این شرکت، در فهرست اولیه بازار بورس لندن ذکر شده‌است. شرکت بی‌اچ‌پی پی‌ال‌سی همچنین، جزئی از فهرست اف‌تی‌اس‌ای ۱۰۰ به‌شمار می‌آید.
در حال حاضر، ارزش بازار سرمایه این شرکت معادل ۳۹٫۶ £ میلیارد پوند است. در تاریخ ۲۳ دسامبر ۲۰۱۱، شرکت بی‌اچ‌پی پی‌ال‌سی، در رتبه نهم از بزرگترین شرکت‌های فهرست‌شده در بازار بورس لندن، قرار گرفت.

## عملیات

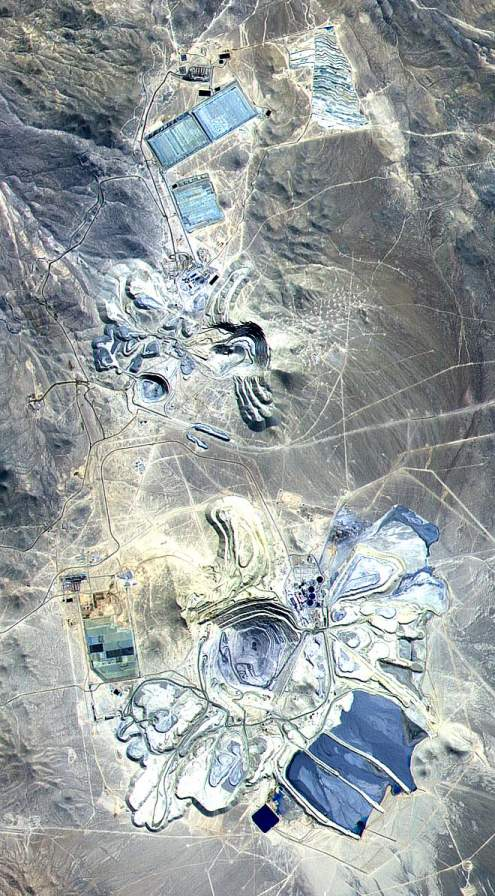
عکس ناسا از معدن اسکوندیا شیلی

بی‌اچ‌پی دامنه گسترده‌ای از عملیات استخراج و فرآوری را، در ۲۵ کشور جهان اجرا می‌نماید. شمار کارکنان شرکت بی‌اچ‌پی در سال ۲۰۱۲ بیش از ۴۱٬۰۰۰ نفر اعلام شده‌است.
شرکت بی‌اچ‌پی دارای ده واحد عملیاتی اصلی است، که هر یک از آنها، دارای شعبه‌ها و زیرمجموعه‌های مستقل می‌باشند. واحدهای این شرکت عبارتند از:
- آلومینیوم
- فلزات پایه
- محصولات ویژه:
  - الماس
  - طلا
  - نقره
- زغال سنگ:
  - زغال سنگ متالوژیکی
  - زغال سنگ سوختی
- سنگ آهن
- منگنز
- اکتشاف مواد معدنی
- نفت
- فولاد
- اورانیوم

شرکت بی‌اچ‌پی در طول سال مالی ۲۰۱۰ میلادی، معادل ۱۵۸٬۵۶ میلیون بشکه نفت خام تولید نمود. در سال ۲۰۱۱ این شرکت ۶۰۰ هزار تن آلومینیوم، ۲ میلیون تن آلومینا و ۱۳٬۹ میلیون تن هیدروکسید آلومینیوم تولید کرده‌است.
بی‌اچ‌پی همچنین در این سال، برابر ۵۰۰ هزار تن مس، ۷۰۰ هزار تن نیکل و ۸۰٫۶ میلیون تن سنگ آهن تولید نموده‌است.

## معادن و امکانات
- الجزایر
  - میدان گازی اوهانت
  - میدان گازی رود
- آنگولا
  - معدن الماس آنگولا
- استرالیا
  - معدن آپین: نیو ساوت ولز
  - معدن منطقه سی: استرالیای غربی
  - تنگه باس: ویکتوریا (۵۰٪ درصد)
  - معدن برودمیدوف: کوئینزلند
  - معدن کانینگتون: کوئینزلند
  - معدن دندروبیوم: نیو ساوت ولز
  - معدن الوئرا: نیو ساوت ولز
  - معدن گونیلا ریورساید: کوئینزلند
  - گریگوری/کرینوم: کوئینزلند

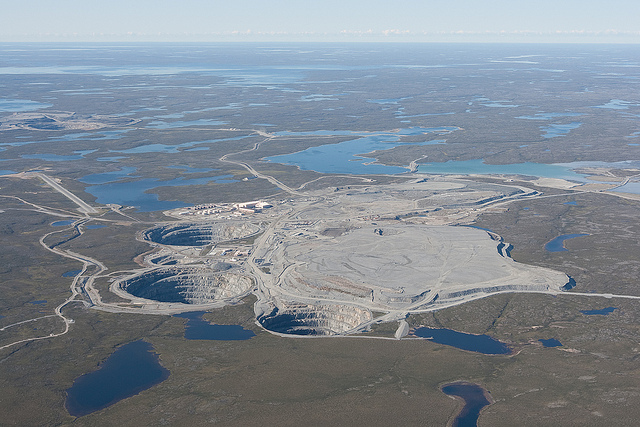
نمای هوایی از معدن اکاتی کانادا

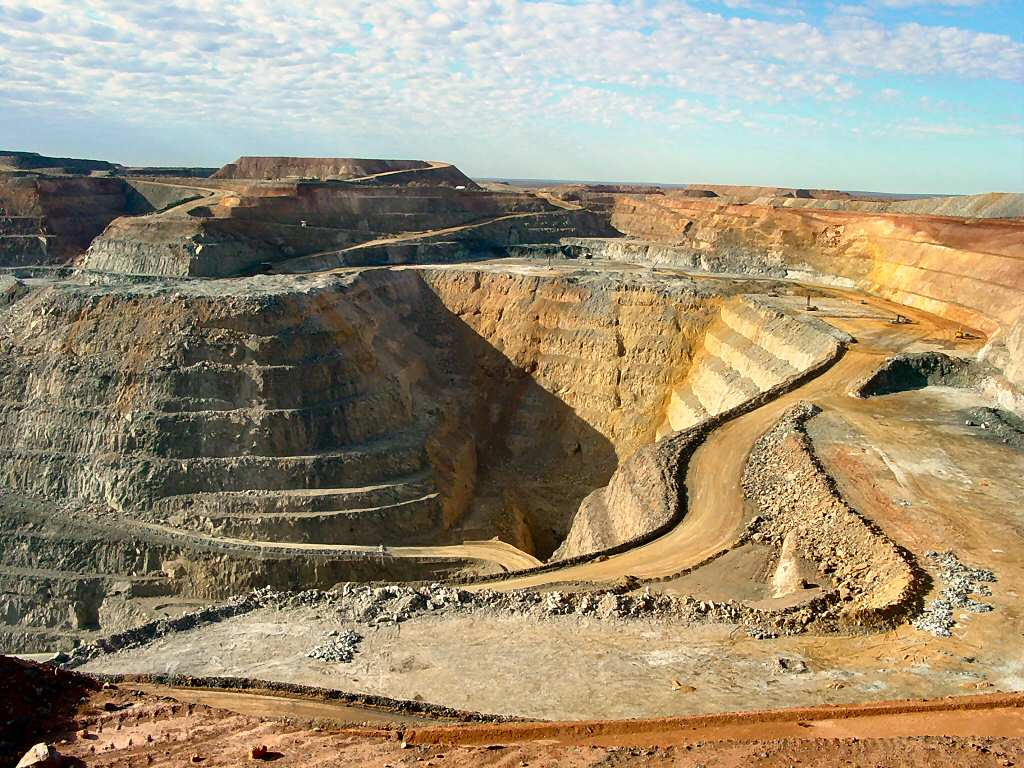
معدن طلا شرکت بی‌اچ‌پی در استرالیای غربی

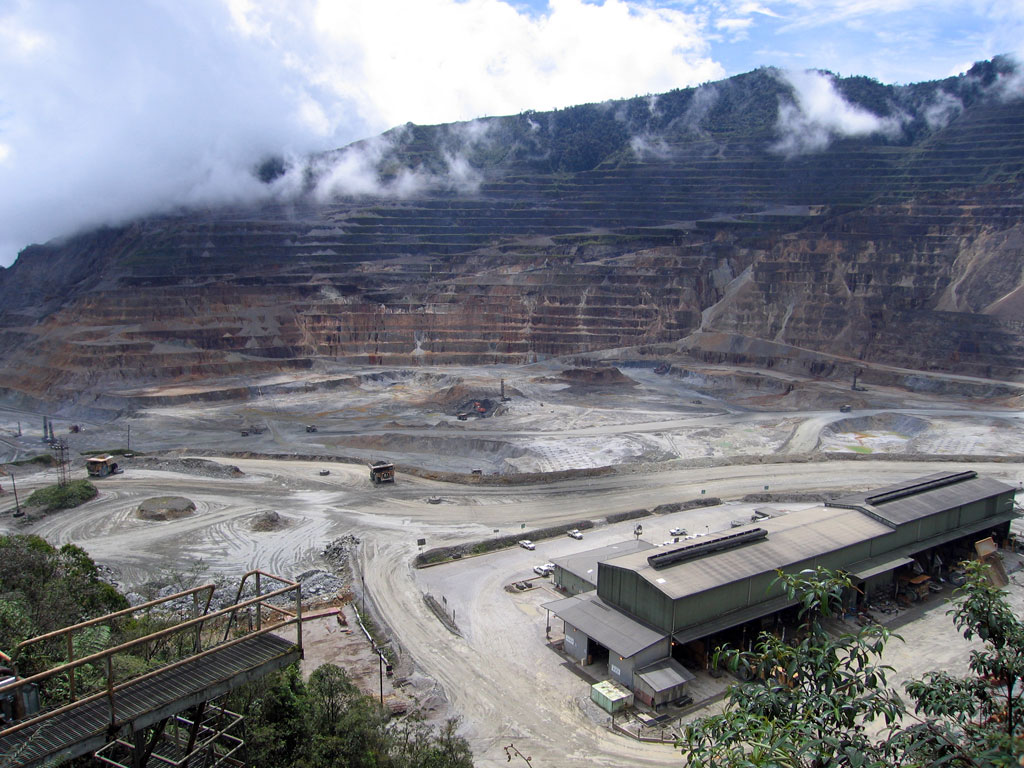
معدن سنگ آهن بی‌اچ‌پی، در گینه نو

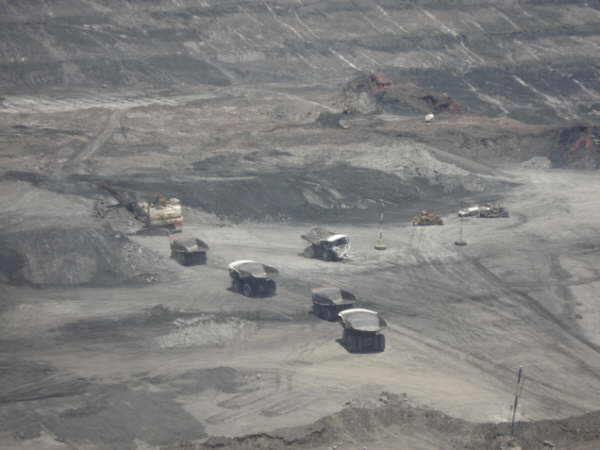
ماشین آلات شرکت در حال کار در معدن زغال سنگ در کلمبیا

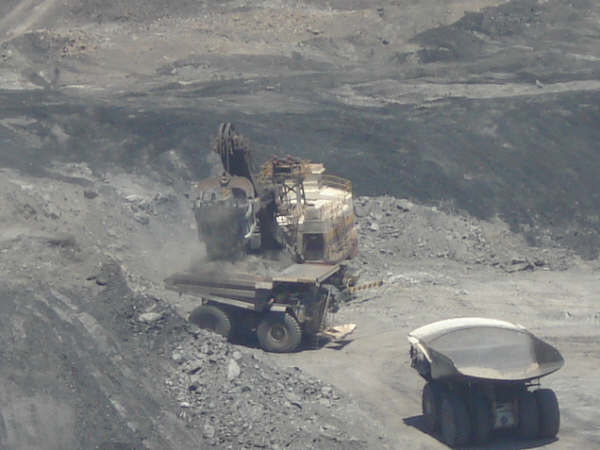
تجهیزات بی‌اچ‌پی، معدن زغال سنگ در کلمبیا

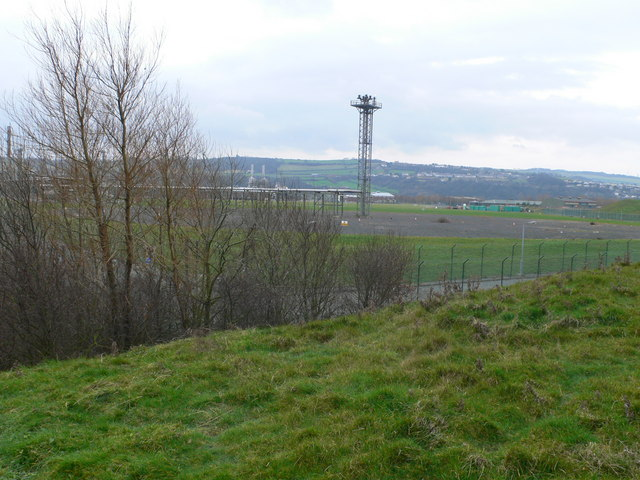
پایانه گاز طبیعی بی‌اچ‌پی، در لیورپول

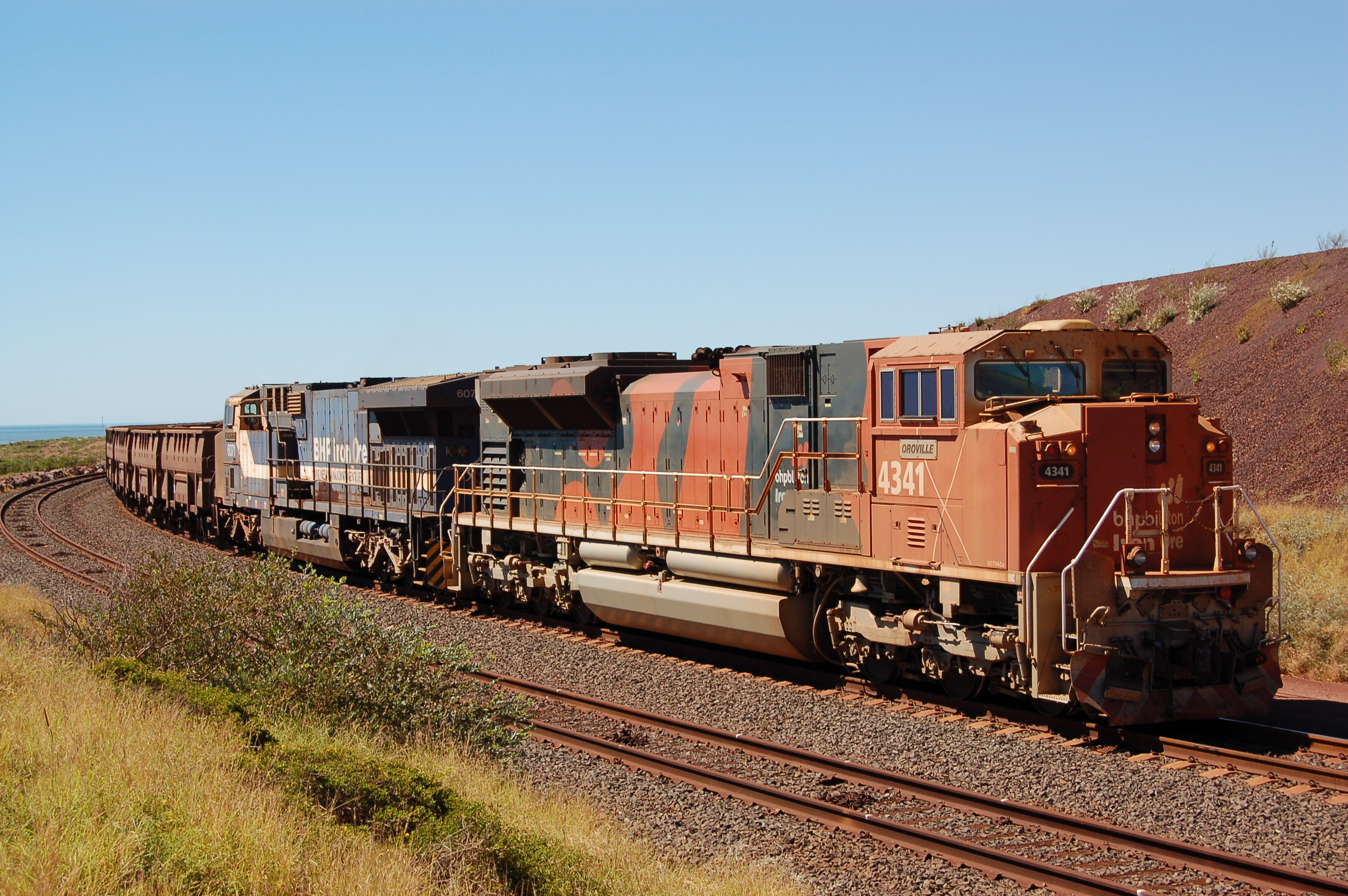
قطار حمل سنگ آهن، متعلق به بی‌اچ‌پی

  - معدن گریفین: استرالیای غربی (۴۵٪ درصد)
  - معدن گروت ایلادت: قلمرو شمالی
  - معدن هانتر ولی: نیو ساوت ولز
  - معدن جیمبل بار: استرالیای غربی
  - معدن کالگورلیه: استرالیای غربی
  - معدن کمبالدا: استرالیای غربی
  - معدن وینانا: استرالیای غربی
  - معدن لینستر: استرالیای غربی
  - میدان نفتی مینروا: ویکتوریا (۹۰٪ درصد)
  - معدن مانت کیت: استرالیای غربی
  - معدن سنگ آهن مانت والبک: استرالیای غربی
  - معدن نیکل وست: استرالیای غربی
  - معدن نورویچ پارک: کوئینزلند
  - معدن المپیک دم: استرالیای جنوبی
  - معدن سراجی: کوئینزلند
  - معدن تمکو جورج تاون: تاسمانی
  - پالایشگاه نیکل یابولا: کوئینزلند
  - معدن یاندی: استرالیای غربی
  - معدن یاری: استرالیای غربی
- برزیل
  - ذوب آلومینیوم آلومار
  - پالایشگاه سائو لوئیس
  - معدن سامارکو: معدن سنگ آهن
- کانادا
  - معدن الماس اکاتی
  - معدن توسعه پتاس: ساسکاچوان
- شیلی
  - معدن اسکوندیا
  - معدن سرو کلرادو
  - معدن اسپنس
- کلمبیا
  - معدن زغال سنگ سراجون
  - معدن نیکل سروماتوسو: کوردوبا
- گینه
  - معدن بوکسیت و آلومینا سانگاردی
  - پالایشگاه نفت گینه
- اندونزی
  - معدن طلای وتار
- موزامبیک
  - کوره ذوب آلومینیوم موزال
- پاکستان
  - میدان گازی زمزما
- پرو
  - شرکت آنتامینا
- آفریقای جنوبی
  - کوره ذوب آلومینیوم بی ساید: خلیج ریچاردز
  - کوره ذوب آلومینیوم هیل ساید: خلیج ریچاردز
  - معدن زغال سنگ امالالنی
  - معدن زغال سنگ پومالانگا: هوتازل
  - معدن منگنز هوتازل: هوتازل
  - کارخانه تولید منگنز متالویز: گواتنگ
- سورینام
- ترینیداد و توباگو
  - میدان آنگوستورا (نفت و گاز)
- بریتانیا
  - حوزه نفت و گاز خلیج لیورپول
- ایالات متحده آمریکا
  - میدان گازی فایتویل: آرکانزاس
  - خط لوله میداستریم
  - شرکت نیو مکزیکو: نیومکزیکو
  - معدن زغال سنگ نیو مکزیکو: نیو مکزیکو
  - معادن سان خوان و ناواهو
  - معدن مس جنوب غربی: آریزونا
  - معدن سان مانوئل: آریزونا
  - معدن پینتو ولی: آریزونا
  - میدان نفتی شنزی: خلیج مکزیک
  - میدان گازی نپتون: خلیج مکزیک
  - معدن مس رزلوشن: آریزونا

## آمار و ارقام
شرکت بی‌اچ‌پی در سال ۲۰۱۱ در فهرست فوربز جهانی ۲۰۰۰ در رتبه ۴۹ از فهرست بزرگترین شرکت‌های عمومی جهان، قرار گرفت. این شرکت، در آمار سالیانه که توسط مجله فوربس منتشر می‌شود، در میان بزرگ‌ترین شرکت‌های جهان، از نظر میزان فروش؛ در رتبه ۹۳، بر پایه میزان سود؛ رتبه ۸، از نظر مجموع دارایی‌ها؛ رتبه ۲۳۶ و از لحاظ ارزش بازار سرمایه؛ در رتبه ۱۱۶ جای گرفت.
ارزش بازار سرمایه بی‌اچ‌پی در سال ۲۰۱۲، معادل ۱۸۷٬۵۳ میلیارد دلار اعلام شده‌است.
در تاریخ ۲۳ مارس ۲۰۱۰ این شرکت به صورت کامل مالک معدن پتاس آتاباسکا شد. در ژوئیه ۲۰۱۱، بی‌اچ‌پی شرکت پتروهاک انرژی را به‌دست‌آورد و در سپتامبر همان سال، واحد قراردادی پیلبرا لیتون هولدینگ را خریداری نمود.
تولیدات شرکت بی‌اچ‌پی در سال مالی ۲۰۱۰ به‌شرح زیر می‌باشد: معادل ۱۵۸٬۵۶ میلیون بشکه نفت خام، برابر ۶۰۰ هزار تن آلومینیوم، ۲ میلیون تن آلومینا و ۱۳٬۹ میلیون تن هیدروکسید آلومینیوم، ۵۰۰ هزار تن مس، ۷۰۰ هزار تن نیکل و ۸۰٫۶ میلیون تن سنگ آهن.